# Le Mont-Dore
Le Mont-Dore (Genung Emâs in canaco) è un comune della Nuova Caledonia nella Provincia del Sud.
La maggioranza della popolazione è francese e polinesiana, i canachi sono in minoranza.